# Casalgrande
Casalgrande é uma comuna italiana da região da Emília-Romanha, província de Reggio Emilia, com cerca de 14.221 habitantes. Estende-se por uma área de 37 km², tendo uma densidade populacional de 384 hab/km². Faz fronteira com Castellarano, Formigine (MO), Modena (MO), Reggio Emilia, Rubiera, Sassuolo (MO), Scandiano.

## Demografia
| Variação demográfica do município entre 1861 e 2011                               |
|                                                                                   |
| Fonte: Istituto Nazionale di Statistica (ISTAT) - Elaboração gráfica da Wikipedia |